# Gilbertovy ostrovy

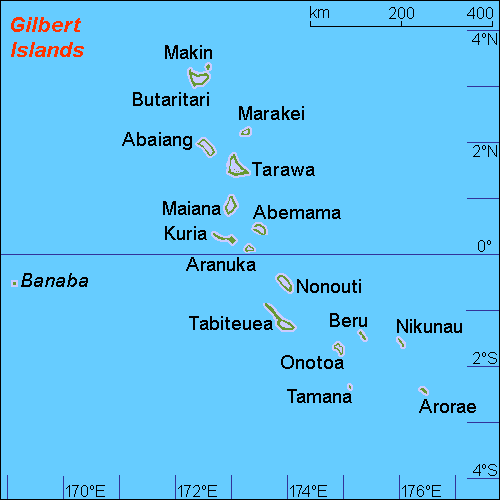
Gilbertovy ostrovy včetně ostrova Banaba

Gilbertovy ostrovy (kiribatsky Tungaru, anglicky Gilbert Islands, dříve také Kingsmill Islands) jsou řetězec šestnácti atolů a korálových ostrovů v centrálním Tichém oceánu. Tvoří hlavní část republiky Kiribati, nachází se zde hlavní město celého státu, Jižní Tarawa, a žije zde přibližně 90 % obyvatel Kiribati.
Atoly a ostrovy se nacházejí v přibližně severo-jižní linii, mezi atoly Aranuka a Nonouti prochází rovník, který tak dělí skupinu na severní a jižní část. Ostrovy lze dělit také podle bývalých administrativních okrsků na Severní, Centrální a Jižní Gilbertovy ostrovy. Skupina Gilbertových ostrovů tvoří téměř nejzápadnější část Kiribati, západněji se nachází již pouze samostatný ostrov Banaba.
Gilbertovy ostrovy se nacházejí v časovém pásmu UTC+12.

## Seznam atolů a ostrovů
Podle sčítání lidu v roce 2005.
| Název                        | Rozloha (km²)              | Laguna (km²)               | Počet obyvatel             | Počet vesnic               | Souřadnice                       |
| Severní Gilbertovy ostrovy   | Severní Gilbertovy ostrovy | Severní Gilbertovy ostrovy | Severní Gilbertovy ostrovy | Severní Gilbertovy ostrovy | Severní Gilbertovy ostrovy       |
| ---------------------------- | -------------------------- | -------------------------- | -------------------------- | -------------------------- | -------------------------------- |
| Makin                        | 7,89                       | 0,3                        | 2385                       | 2                          | 3°22′48″ s. š., 173° v. d.       |
| Butaritari                   | 13,49                      | 191,7                      | 3280                       | 11                         | 3°9′ s. š., 172°49′48″ v. d.     |
| Marakei                      | 14,13                      | 19,6                       | 2741                       | 8                          | 2° s. š., 173°16′48″ v. d.       |
| Abaiang                      | 17,48                      | 232,5                      | 5502                       | 18                         | 1°49′48″ s. š., 172°57′ v. d.    |
| Tarawa                       | 31,02                      | 343,6                      | 45 989                     | 30                         | 1°25′48″ s. š., 173° v. d.       |
| Centrální Gilbertovy ostrovy |                            |                            |                            |                            |                                  |
| Maiana                       | 16,72                      | 98,4                       | 1908                       | 12                         | 0°55′12″ s. š., 173° v. d.       |
| Abemama                      | 27,37                      | 132,4                      | 3404                       | 12                         | 0°24′ s. š., 173°49′48″ v. d.    |
| Kuria                        | 15,48                      | —                          | 1082                       | 6                          | 0°13′12″ s. š., 173°24′ v. d.    |
| Aranuka                      | 11,61                      | 19,4                       | 1158                       | 3                          | 0°9′ s. š., 173°34′48″ v. d.     |
| Nonouti                      | 19,85                      | 370,4                      | 3179                       | 9                          | 0°40′12″ j. š., 174°19′48″ v. d. |
| Jižní Gilbertovy ostrovy     |                            |                            |                            |                            |                                  |
| Tabiteuea                    | 37,63                      | 365,2                      | 4898                       | 18                         | 1°19′48″ j. š., 174°49′48″ v. d. |
| Beru                         | 17,65                      | 38,9                       | 2169                       | 9                          | 1°19′48″ j. š., 175°58′48″ v. d. |
| Nikunau                      | 19,08                      | —                          | 1912                       | 6                          | 1°21′ j. š., 176°28′12″ v. d.    |
| Onotoa                       | 15,62                      | 54,4                       | 1644                       | 7                          | 1°52′12″ j. š., 175°33′ v. d.    |
| Tamana                       | 4,73                       | —                          | 875                        | 3                          | 2°30′0″ j. š., 175°59′3″ v. d.   |
| Arorae                       | 9,48                       | —                          | 1256                       | 2                          | 2°37′48″ j. š., 176°49′12″ v. d. |
| Gilbertovy ostrovy           | 281,10                     | 1866,5                     | 83 382                     | 156                        |                                  |